# خط‌خطی‌های ناخوانا
«خط‌خطی‌های ناخوانا» آلبومی از هنرمند اهل لبنان نانسی عجرم است که در سال ۲۰۰۷ میلادی منتشر شد.